# Cristophe Nicolas Radziwiłł
Krzysztof Mikołaj Radziwiłł dit La Foudre ( lituanien: Kristupas Mikalojus Radvila Perkūnas) armoiries Trąby, né en 1547 et mort le 20 novembre 1603 à Łosośna fut échanson de Lituanie (1569), hetman de Lituanie (1572), castellan de Trakai, vice-chancelier de Lituanie (1579), voïvode de Vilnius (1584), grand hetman de Lituanie (1589). Il fut également l'un des commandants les plus talentueux de la république des Deux Nations (Pologne-Lituanie) qui se distingua pendant les guerres contre la principauté de Moscou d'Ivan le Terrible et la Suède de Charles IX.

## Biographie
Fils de Krzysztof Radziwiłł dit le Rouge ( lituanien: Mikalojus Radvila Rudasis) et Katarzyna Tomicka, comme son père, il est un fervent calviniste, adepte de l'Église polonaise réformée et un farouche opposant à la Contre-Réforme. En 1588 il fonde un temple calviniste à Siemiatycze.
Il est le vainqueur de la bataille de Koknese (en). Il a été enterré dans l'église évangélique réformée à son fiel de Kėdainiai.

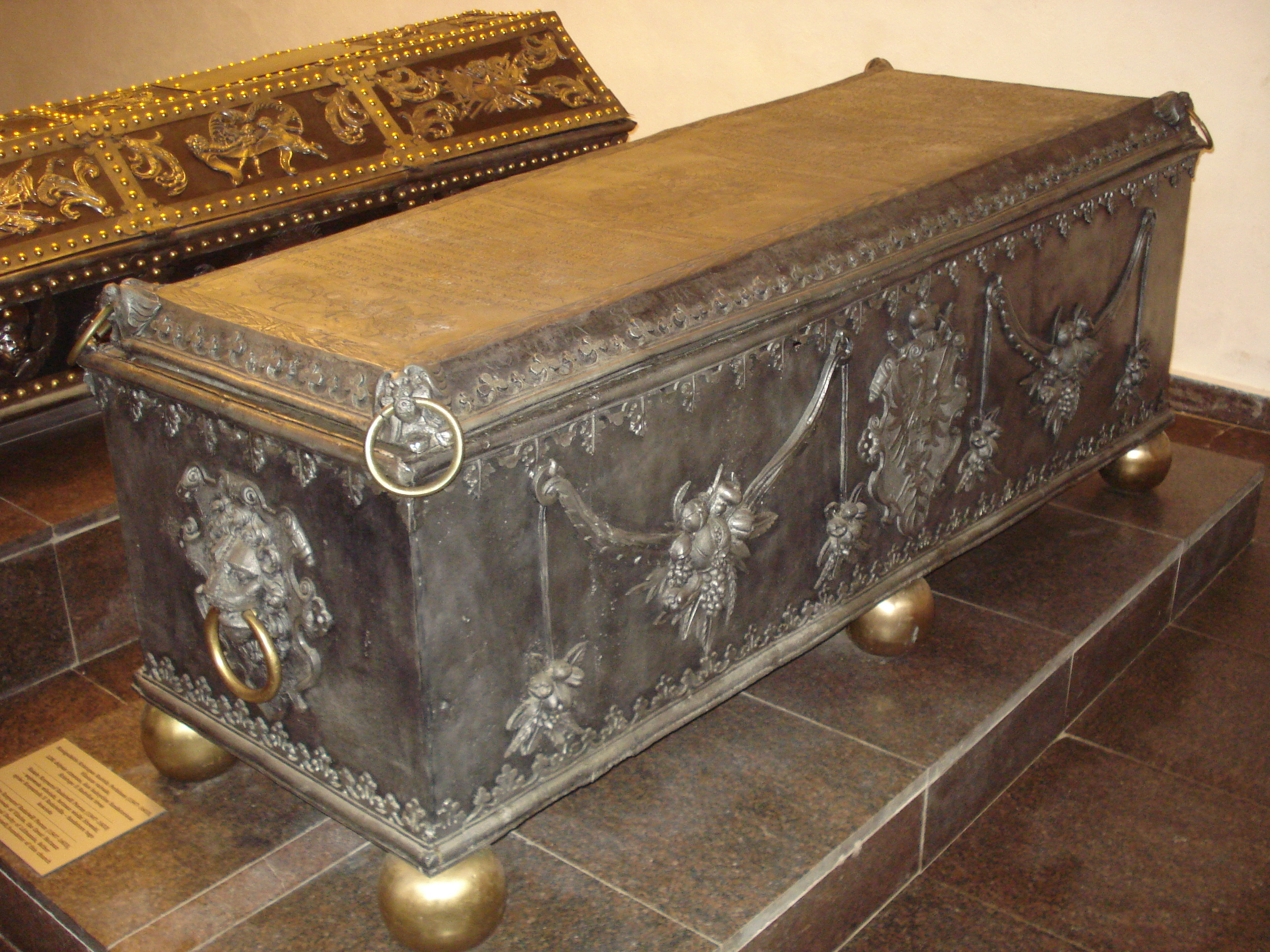
Sarcophage de Krzysztof Radziwiłł à Kėdainiai

## Mariages et descendance
Krzysztof Mikołaj Radziwiłł se marie quatre fois. Une première fois avec Katarzyna Sobek, puis avec Katarzyna Ostrogska (en) qui lui donne son premier fils :
- Janusz Radziwiłł (1579-1620) ( lituanien: Jonas Radvila).

Il se marie ensuite avec Katarzyna Tęczyńska (ru), qui lui donne deux enfants :
- Krzysztof Radziwiłł  (lituanien: Kristupas Radvila) (1585-1640)
- Halszka Radziwiłł

Il se marie enfin avec Elizaveta Ostrogska

## Sources
- Notices d'autorité :   - VIAF
  - ISNI
  - LCCN
  - GND
  - Pologne
  - NUKAT
  - WorldCat

- (en) Cet article est partiellement ou en totalité issu de l’article de Wikipédia en anglais intitulé « Krzysztof Mikołaj "the Thunderbolt" Radziwiłł » (voir la liste des auteurs).